# Bataille de Suursaari
Guerre de Continuation de la Seconde Guerre mondiale
Batailles
1941
- Carélie du Ladoga
- Isthme de Carélie
- Carélie orientale
- Silberfuchs
  - Renntier
  - Platinfuchs
  - Polarfuchs
- Kirkenes et Petsamo
- Hanko
- Bengtskär
- Porlampi

1942
- Suursaari
- Someri

1944
- Vyborg-Petrozavodsk
  - Tienhaara
  - Tali-Ihantala
  - Île de Nerva
  - Baie de Vyborg
  - Vuosalmi
  - Nietjärvi
  - Ilomantsi
  - Hokki

Campagnes de la mer Baltique
La bataille de Suursaari est un affrontement de la guerre de Continuation s'étant déroulée dans le golfe de Finlande, sur et autour des îles Hogland (en finnois : Suursaari) et Tytärsaari (en finnois : Suur-Tytärsaari) pendant la Seconde Guerre mondiale. Après de violents combats, les forces finlandaises, numériquement supérieures, s'emparent de l'île, et apportent plus tard leur soutien aux forces allemandes défendant Tytärsaari contre les contre-attaques soviétiques.

## Contexte
En avril 1938, les Soviétiques contactent les Finlandais, déclarant ne pas faire confiance à l'Allemagne nazie, tout en désirant des garanties que la Finlande ne participera pas à une probable future attaque allemande contre l'URSS. En mars 1939, les Soviétiques demandent à la Finlande de louer Hogland et quatre petits îlots inhabités pendant trente ans, et de céder les zones riches et densément peuplées de l'isthme de Carélie, territoire vitaux pour la défense de Léningrad, la deuxième plus grande ville soviétique. En échange, l'Union soviétique offre une grande partie de la frontière carélienne vide et officieusement contestée. Les Finlandais refusent cette offre.
Les forces soviétiques occupent Hogland pendant la guerre d'Hiver et, aux termes du traité de paix de Moscou, la Finlande est contrainte de céder l'île à l'Union soviétique. Au début de l'opération Barbarossa, les Soviétiques placent une garnison sur l'île ; Cependant, alors que les forces d'invasion allemandes sur le continent se rapprochent de Leningrad, le commandement soviétique ordonne l'évacuation de la plupart des îles du golfe de Finlande, ainsi que de leur base assiégée à Hanko, sur la côte finlandaise.
Les forces soviétiques quittent les îles de Hogland, Sommers et Tytärsaari du 7 au 9 décembre 1941. Les forces côtières finlandaises remarquent les îles abandonnées et dotent celles-ci de petites garnisons le 12 décembre. Les mauvaises conditions météos rendent difficile le renforcement des garnisons par les Finlandais, et lorsque les forces soviétiques reviennent le 2 janvier 1942, les Finlandais surpris n'ont d'autre choix que de se retirer de Hogland.

## Capture de Hogland
Déterminés à reprendre l'île, les Finlandais concentrent une force de trois bataillons sur les îles voisines de Haapasaari, qui se trouvent à environ 20 kilomètres au nord-nord-est de Hogland. Les forces finlandaises sont sous le commandement du général de division Aaro Pajari (en) et se composent du 2e bataillon du 6e régiment d'infanterie, du 1er bataillon du 27e régiment d'infanterie et de l'ensemble du 2e bataillon côtier, appuyé par les compagnies de mortiers et de canons antichar du 6e régiment d'infanterie, la 3e compagnie du 23e bataillon du génie, le 1er bataillon du 19e régiment d'artillerie de campagne (total de 12 canons), et deux batteries d'artillerie (total de 8 canons). La force de la garnison soviétique est composée d'environ 500 hommes, mais elle manque d'artillerie, la garnison devant combattre sans soutien, tandis que les Finlandais disposent de l'artillerie et du soutien aérien.
Avant l'attaque, les forces finlandaises ouvrent deux routes sur la glace menant aux environs de l'île. Les troupes d'assaut transitent en camion aussi loin qu'elles le peuvent, puis, avant l'aube du 27 mars, parcourent les cinq derniers kilomètres à ski sur la glace. Les forces finlandaises sont divisées en deux groupes : le détachement Sotisaari, contenant le gros des forces, s'approchant de l'île par l'ouest, et le détachement Miettinen, fort de trois compagnies, qui doit coincer les défenseurs soviétiques sur la partie orientale de l'île. Le plan finlandais prévoit que les bataillons d'infanterie réguliers seront le fer de lance de l'assaut, les troupes côtières étant tenues en réserve.
Le 27 mars 1942, à 4 heures du matin, l'artillerie finlandaise commence à bombarder les points forts soviétiques connus sur Hogland. Le 6e régiment atteint l'île sans rencontrer d'opposition ; le 27e régiment rencontre une résistance déterminée à l'approche de son point d'entrée prévu et passe rapidement sur la même route utilisée par l'autre bataillon. Les forces finlandaises réussissent à vaincre la plupart des défenseurs soviétiques et à capturer des emplacements clés de l'île. La fatigue due à la longue marche vers l'île, la résistance ennemie et le terrain difficile forcent les Finlandais à arrêter leur assaut à 22 heures, heure à laquelle les seuls points forts soviétiques restants se trouvent à l'extrême sud et nord de l'île. Pendant la nuit, certaines forces soviétiques encore présentes sur l'île choisissent de fuir à travers la glace. Les Finlandais reprennent le nettoyage de l'île le lendemain matin. Dans de nombreux cas, les forces soviétiques en défense refusent de se rendre et opposent une résistance désespérée, obligeant les Finlandais à mettre en place des charges au corps à corps sur les positions soviétiques. Les derniers points forts soviétiques restants sont pris le matin du 29 mars. Un petit nombre de soldats soviétiques fuient sur la glace en direction de l'île Moshchny (en finnois : Lavansaari), bien que certains d'entre-eux seront tués par les mitraillages répétés des chasseurs de l'armée de l'air finlandaise.
L'activité aérienne est forte des deux côtés. Les 27 et 28 mars, les chasseurs Fokker D.XXI de l'armée de l'air finlandaise, Curtiss P-36 Hawk et Brewster F2A Buffalo revendiquent un total de 27 chasseurs soviétiques Polikarpov I-153 et Polikarpov I-16 détruits. Les forces aériennes des deux côtés ont soutenu leurs forces terrestres avec des opérations de mitraillage et de bombardement, les Finlandais utilisant des bombardiers bimoteurs Bristol Blenheim et Tupolev SB-2.

## Capture de Tytärsaari
Le 30 mars 1942, une fois Hogland sécurisé, les Finlandais déploient une petite patrouille pour surveiller Tytärsaari. Une forte garnison soviétique force la patrouille à partir. Une force plus importante est envoyée pour capturer l'île le 1er avril, et au moment où la force de la taille d'une compagnie l'atteint, les Russes l'abandonnent. Le lendemain, ceux-ci reviennent et, malgré la résistance finlandaise, réussissent à créer des points forts sur l'île. Avec le soutien allemand, les troupes finlandaises parviennent finalement à détruire ou à chasser les Soviétiques restants.

## Conséquences
Le 8 avril 1942, après le transport d'artillerie vers Tytärsaari, les Allemands font face à une nouvelle attaque soviétique. La force d'assaut est estimée à environ 1 200 hommes, mais l'artillerie lourde allemande sur l'île et le manque de couverture sur le golfe de Finlande gelé causent de lourdes pertes parmi les Soviétiques. Après l'attaque repoussée, les Finlandais laissent l'île aux Allemands, qui l'occupent jusqu'à leur évacuation d'Estonie en 1944. Bien que l'opération visant à capturer Hogland ait été un succès, l'objectif global de capturer toutes les îles principales du golfe oriental de Finlande échoua, car les forces allemandes nécessaires à l'opération devaient se défendre contre les contre-offensives soviétiques sur le front de Léningrad.